# دیوسکوریدس

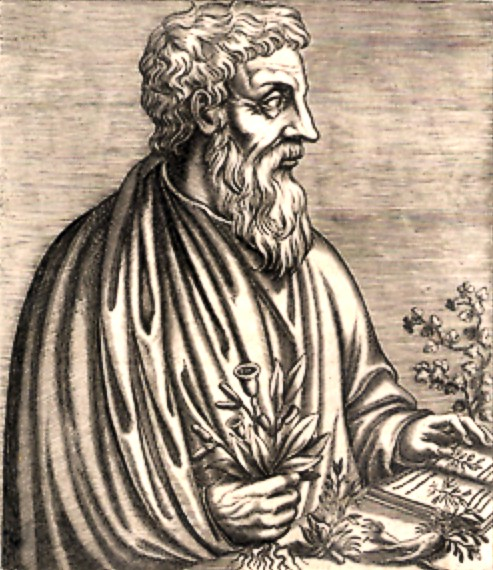
نقاشی متاخر از دیوسکوریدس

دیوسکوریدس (به یونانی: Πεδάνιος Διοσκουρίδης) (در حدود ۴۰–۹۰ پس از میلاد) پزشک، داروساز و گیاه‌شناس یونانی که در رم در زمان نرون زندگی می‌کرد. دیوسکوریدس نویسنده دانشنامه ۵ جلدی در مورد طب گیاهی و مطالب مرتبط با مواد دارویی بوده که به‌طور گسترده‌ای برای بیش از یک هزار سال خوانده می‌شد، و امروزه از ارزش تاریخی زیادی برخوردار است. اصلیت او به آنازاربوس در کیلیکیه آناتولی می‌رسید. او پزشک جراح ارتش امپراتوری بود و به همین دلیل امکان سفرهای بسیاری را به همراه ارتش در سرزمین‌های رومی یافت و توانست گیاهان و مواد دارویی بسیاری را گرد آورد و بشناسد.

## نگارخانه

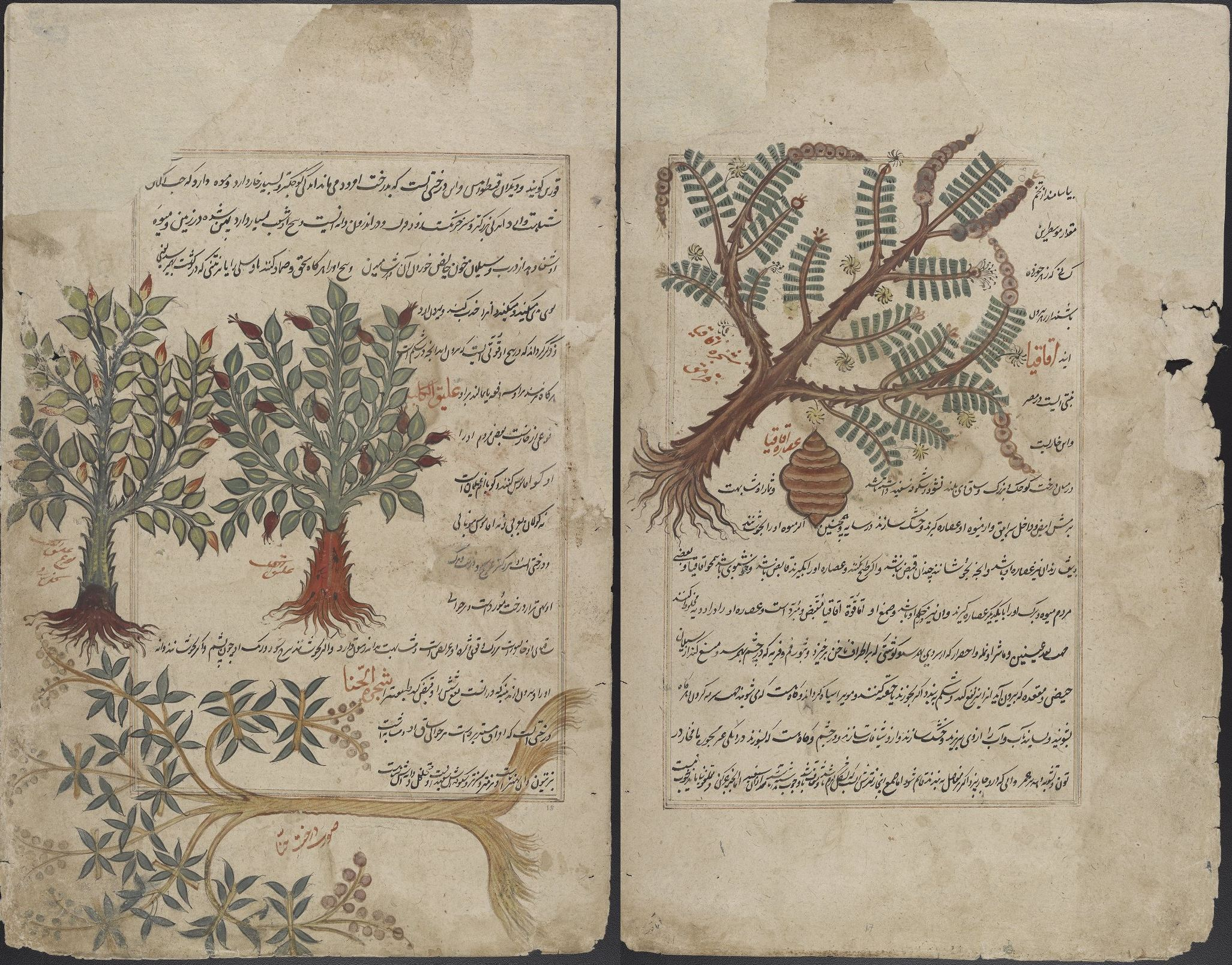
تصویر دو برگ از نسخه خطی برگردان فارسی دانشنامه گیاه‌شناسی دیوسکوریدس، متعلق به ۱۰۰۴ هجری قمری (۱۵۹۵ میلادی)
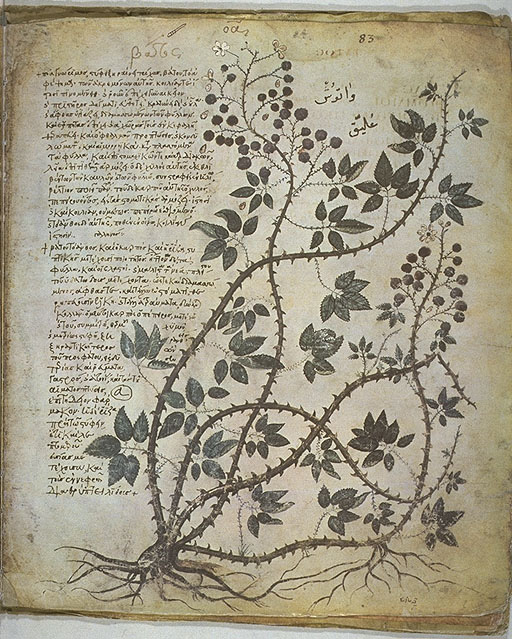
نگاره برگه‌ای از نسخه معروف تصویردار کتاب دانشنامه گیاه‌شناسی او، معروف به نسخه وین متعلق به قرن ششم میلادی.
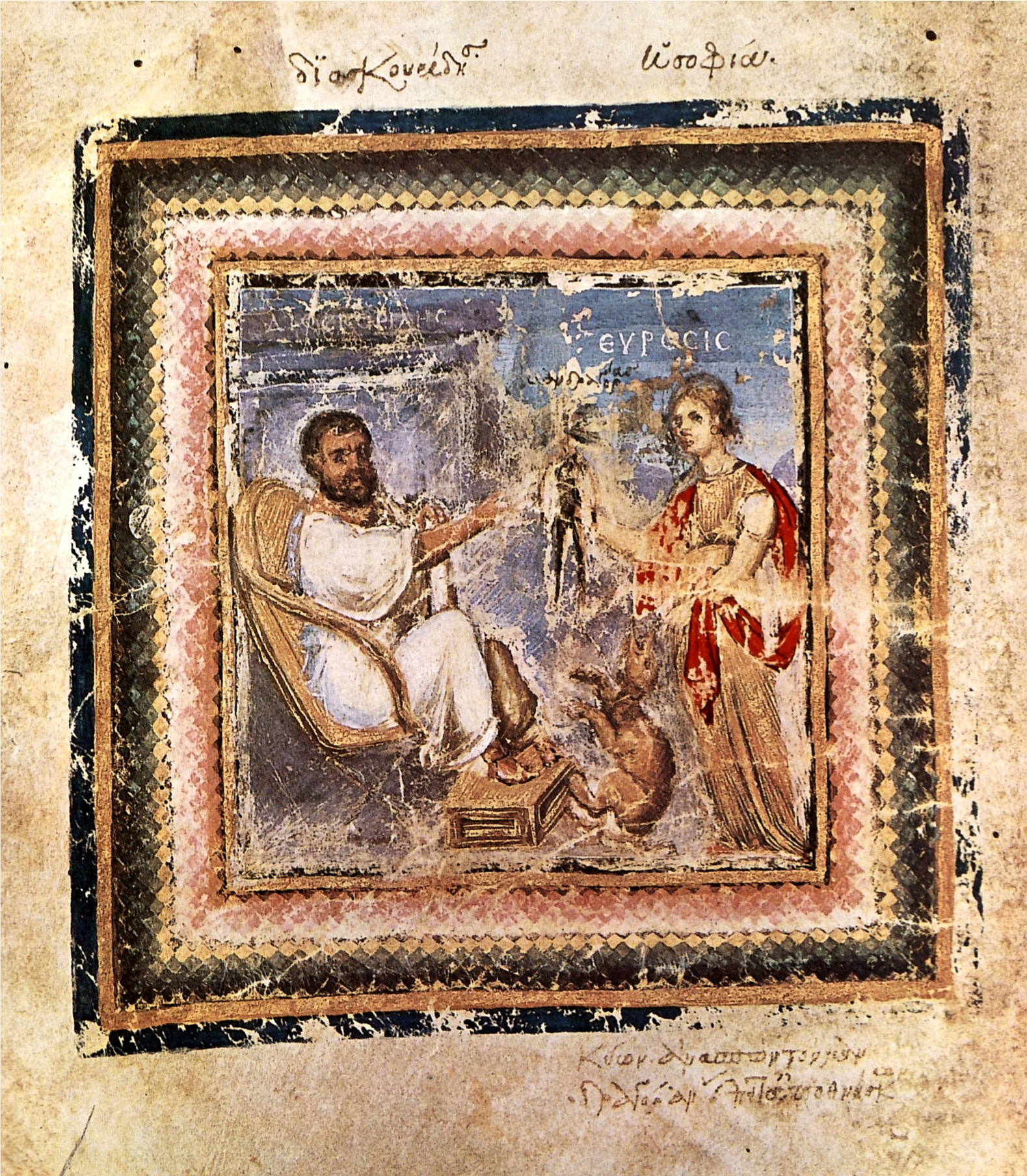
دیوسکوریدس در حال دریافت ریشه مهرگیاه، برگرفته از نسخه وین دانشنامه گیاه‌شناسی او.